# Distrito de Shravasti
Shravasti (en hindi; श्रावस्ती) es un distrito de India en el estado de Uttar Pradesh. Código ISO: IN.UP.SV.
Comprende una superficie de 1 858 km².
El centro administrativo es la ciudad de Shravasti.

## Demografía
Según censo 2011 contaba con una población total de 1 114 615 habitantes.